# Martin Donk
Martin Donk, lat. Martinus Duncanus (* 10. November 1506 in Kempen; † 16. April 1590 in Amersfoort) war ein katholischer Pfarrer und entschiedener Gegner der Reformation.

## Leben

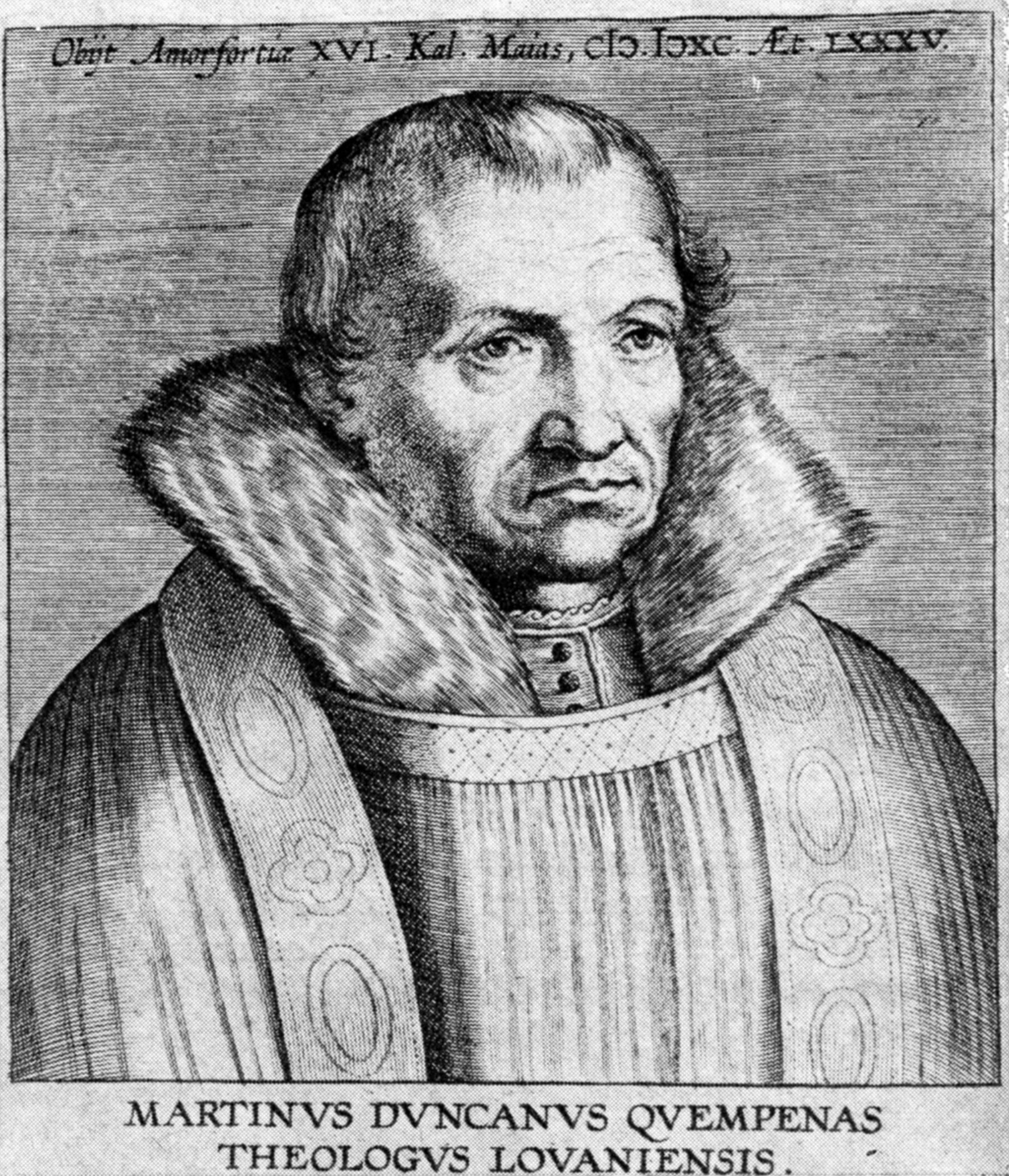
Martin Donk von Kempen

Martin Donk wurde auf dem Donkhof bei Kempen geboren und besuchte auf Betreiben der Mutter die Lateinschule in Kempen. Der Vater wollte von den Studien seines Sohnes nichts wissen und gab ihn bei einem Töpfer in die Lehre. Als der junge Donk 13 Jahre alt war, verließ er sein Elternhaus unter Zustimmung seiner Mutter, aber ohne Wissen des Vaters, und ging in die Niederlande nach Nimwegen. Dort verdiente er sich seinen Lebensunterhalt durch Erteilung von Privatunterricht, bis er schließlich in einem Haus der Brüder vom gemeinsamen Leben aufgenommen wurde und dort Rhetorik und Dialektik studieren konnte. Im Herbst 1529 zog er in die Universitätsstadt Löwen. Hier gewann er die Gunst des Kanzlers der dortigen Universität, Professor Ruard Tapper, und fand auf dessen Empfehlung hin die Aufnahme in das von Professor Johannes Standonk gestiftete und geleitete Kollegium. Nach zweijährigem Universitätsstudium bestand Donk das Examen eines magister artium, worauf er im Standonkhaus die Stelle des Subregens erhielt. Er hatte sich nun um die Verwaltung des Hauses zu kümmern, wobei ihm ausreichend Zeit für das Studium der Theologie blieb. 1534 wurde Donk zum Leiter des Standonkhauses in Mechelen ernannt und empfing 1536 die Priesterweihe. Seine Primiz feierte er in Kempen. Nach der Rückkehr aus der Heimat blieb Donk noch zwei Jahre in Mechelen, bis er als Leiter des Standonkhauses in Löwen zurückgerufen wurde, wo er seine theologischen Studien an der Universität fortsetzte. Er bestand das Baccalaureatsexamen. 1541 wurde er auf Empfehlung von Professor Tapper zum Pfarrer von Wormer bei Amsterdam ernannt. Dort sah sich Donk vor eine schwierige Aufgabe gestellt. Wie überall in den Niederlanden hatte auch in Wormer die Lehre Luthers Verbreitung gefunden. Er gründete dort eine Lateinschule. Schnell wuchs die Schülerzahl und er stellte zwei Hilfslehrer ein. Zur Förderung des Unterrichts verfasste er ein Handbuch der lateinischen Sprache, das innerhalb von sechs Jahren zwei Auflagen erlebte. Seine Predigten richteten sich gegen die Täufer. Er arbeitete eine Widerlegung ihrer Lehren aus, die 1549 erschien. In Wormer blieb Donk bis zum Sommer 1558, als er zum Pfarrer der Hippolytus-Kirche in Delft ernannt wurde. Dort sollte er als Experte gegen die Lehre der Täufer und gegen ihre starke Anhängerschaft weiter wirken. Aber schon in den ersten Jahren seiner Delfter Tätigkeit zeichnete sich eine neue Entwicklung ab. Die Anhänger Calvins gewannen immer größeren Einfluss in den Niederlanden, sowohl in religiöser wie auch in politischer Hinsicht. Bis 1572 wirkte Donk in Delft und wurde anschließend als Dechant und Ratsherr des Königlichen Hofes nach Den Haag berufen. Dort geriet er in den Strudel der politischen Ereignisse und begab sich noch im selben Jahr über Rotterdam nach Utrecht. Im September wurde er dann zum Pfarrer der Neuen Kirche in Amsterdam berufen. Hier wirkte er sechs Jahre lang, bis am 26. Mai 1578 ein Aufruhr gegen den katholischen Magistrat der Stadt ausbrach und Donk sowie andere Priester aus der Stadt vertrieben wurden. Die letzten 12 Jahre seines Lebens verbrachte Donk in Amersfoort, einem Zufluchtsort verbannter Katholiken. Er lebte dort wie ein Einsiedler. Als Frucht seiner Studien erschien 1580 eine Abhandlung über die Messe als eucharistisches Opfer. Sein letztes Werk war der Catholijke Catechismus, eine Gegenschrift gegen den Heidelberger Katechismus der Reformierten, der erst nach seinem Tode 1594 erschien. Insgesamt hinterließ Martin Donk 23 Schriften.

## Werke
- Anabaptisticae haereseos confutatio. Antwerpen 1549. Digitalisat der Bayerischen Staatsbibliothek München.
- Praetextatae Latinè loquendi rationis per Colloquiorum formulas. Antwerpen 1552, 2. Ausgabe 1558. Digitalisat der Bayerischen Staatsbibliothek München.
- Vant rechte Evangelisse avontmael Christi Jesu. Antwerpen 1567, 2. Ausgabe 1583.
- Van het nieuwe sacrificium des Christendoms, dwelck is het Lam Godts. Antwerpen 1580.
- Catholijcke Catechismus, met wederlegginghe van der Heydelbergsche oft ghereformeerde Catechismus met vraghe ende antwoort. Antwerpen 1594.